# 雷夫兰科雷
雷夫兰科雷（義大利語：Refrancore），是意大利阿斯蒂省的一个市镇。总面积13.15平方公里，人口1683人，人口密度128.0人/平方公里（2009年）。ISTAT代码为005089。